# Хроматин
Хроматин се уочава у интерфазном једру (то је једро ћелије која није у деоби, већ се налази у интерфази ). Он је у облику хроматинских влакана која се, када се обраде одређеним ензимима, виде као ниска перли. Током ћелијске деобе долази до кондензовања хроматинских влакана тако да она постају самостална телашца – хромозоми. Назив хроматина (хромозома) потиче од грчке речи chromos што значи боја, односно, лепо се боји одређеним базним бојама. 
Хроматин се састоји од:
- ДНК,
- мале количине РНК и
- две врсте протеина:

1. хистона и
2. нехистонских протеина.

## Врсте
Према јачини бојења разликују се две врсте хроматина: 
- хетерохроматин и
- еухроматин.

Хетерохроматин је кондензован (спирални навоји ДНК су збијени) па је због тога тамније обојен, лако се уочава у једру и неактиван је у транскрипцији.
Еухроматин је дифузан (расплинут – мање су збијени навоји ДНК) па је услед тога светлије обојен и активан у транскрипцији. Ћелије које интензивно синтетишу неки протеин имају мало хетерохроматина, а доста еухроматина – њихова једра су светлија.

## Структура хроматинских нити
На основу молекулске масе ДНК и податка да један пуни завој има дужину од 3,4 nm, лако се може израчунати укупна дужина испружене дволанчане завојнице ДНК у некој ћелији. Тако, укупна дужина дволанчене ДНК у једној ћелији човека износи око 2 m. Треба имати у виду да је пречник типичне ћелије око 20 μm, а њеног једра 5-10 μm. Наведени примери јасно указују да ДНК мора бити веома чврсто упакована да би се уопште могла сместити у ћелију. То подразумева да, поред секундарне структуре, постоје и други нивои организације ДНК. И, заиста, у свим ћелијама ДНК је суперспирализована, што значи да је двострука спирала још много пута испресавијана и чврсто упакована. У том паковању учествују протеини са којима је ДНК чврсто везана.
У свим ћелијама ДНК се налази у хромозомима који се појављују у једру непосредно пре и за време ћелијске деобе. У периоду између две деобе (у интерфази) хромозомски материјал је распоређен по целом једру као дифузна маса и назива се хроматин. 
Хроматин(обрађен неким ензимима) се под микроскопом може видети као танка нит на којој су нанизане перле. Танка нит је ДНК, а перле су комплекси ДНК и хистона названи нуклеозоми. 
Паковањем у нуклеозоме, ДНК се привидно скраћује око 7 пута, али то, још увек, није довољно за смештање ДНК у једро. Та чињеница указује на постојање додатних нивоа спирализације ДНК, као што су соленоидне структуре, петље, траке.

## Хистони
Хистони су базни протеини мале молекулске масе који заједно са нехистонским протеинима, РНК и ДНК изграђују хроматин, односно хромозоме. Укупна маса хистона у ћелији једнака је приближно маси ДНК. 

### Врсте и особине хистона
Разликује се пет класа (врста) хистона које се могу поделити у две групе:
1. групу тзв. нуклеозомских хистона сачињавају хистони који се обележавају као Х2А, Х2Б, Х3 и Х4 (по номенклатури Циба симпозијума из 1975. г.)
2. групу сачињавају хистони обележени као Х1.
Хистонске класе се међусобно разликују по:
- молекулској тежини,
- броју и
- редоследу аминокиселина.

Молекулска маса Х1 износи око 23 000 Да, док се за остале хистоне креће од 11 000 до 15 000 Да. У Х1, Х2А и Х2Б хистонима преовлађује аминокиселина лизин, а Х3 и Х4 хистони су са високим садржајем аргинина. Позитивно наелектрисани остаци базних аминокиселина хистона могу лако да интерреагују са киселим фосфатним групама у ДНК. Када је разградња у питању хистони припадају врло стабилним протеинима. Присутни су у скоро свим типовима еукариотских ћелија, изузев малог броја изузетака. Тако, у сперматозоидима се уместо хистона налазе мали базни протеини, тзв. протамини.
Синтеза хистона усаглашена је са синтезом ДНК, репликацијом и одвија се углавном у С фази интерфазе ћелијског циклуса.
Све ове особине хистона указују на њихову улогу у образовању структуре хроматина и паковању огромне дужине ДНК у једро многоструко мањег пречника. Телесна људска ћелија има 46 хромозома. Ако се измери укупна дужина ДНК у свим хромозома , добија се вредност од око 2м. Треба имати у виду да је пречник једра 5-10μм. Можда још један пример то боље илуструје: укупна дужина ДНК у свим ћелијама људског тела износи 2x 10¹¹ км, што је много пута веће од обима Земље или растојања између Земље и Сунца. Због тога ДНК мора да се намотава и на различите начине пакује.

## Нуклеозом
Нуклеозом је комплекс ДНК и хистон и представља структурну јединицу хроматина која се понавља. Нуклеозом има облик цилиндра чији пречник износи 11 нм, а његова висина 5, 7 нм . Прве електронске микрографије, добијене 1974. год, показале су хроматин обрађен ензимима као низ перли на танкој нити. Танка нит одговара дволанчаној ДНК, а перле су нуклеозоми пречника 11 нм.
Састоји од:
- хистонског октамера, који формира језгро
- ДНК, која је намотана око октамера скоро 2 пута (тачније 1,8 пута); њена дужина је око 200 бп.

Октамер се састоји од 8 молекула хистона, по два молекула хистона:
- Х2А,
- Х2Б,
- Х3 и
- Х4.

Хистон Х1 је везан за ДНК на месту где она улази и напушта нуклеозом, за тзв. везујућу (линкер) ДНК. Везујућа ДНК је у ствари део ДНК ланца између два нуклеозома. Њена дужина најчешће износи око 55 бп, мада може да варира зависно од биолошке врсте у распону од 8-114 бп. Поред тога хистон Х1 остварује интеракцију и са ДНК која се намотава око хистонског окрамера.

## Соленоидне структуре
Образовањем нуклеозома, односно, намотавањем ДНК око 2 пута око октамера, укупна дужина ДНК се смањује око 7 пута што још увек није довољно да би се она могла сместити у једро. Како се нуклеозоми пречника 11 нм упакују у нити дебљине 30 нм није потпуно разјашњено. Данас су важећа два основна модела којима се објашњава даље паковање нуклеозома:
- модел соленоидних (сунчаних) структура
- циг-цаг модел.

Соленоидне структуре се састоје од густо упакованих нуклеозома тако да се добијају хроматинске нити дебљине 30 нм. Нуклеозомална ДНК образује суперспиралу која се састоји од око 6 нуклеозома по једном спиралном навоју при чему везна ДНК остаје у самом центру спирале, али не пролази кроз уздужну осу хроматинске нити. По томе се разликује од циг-цаг модела по коме везујућа ДНк прелази преко централне осе хроматинске нити. Процене су да је ДНК образовањем соленоидних структура компактнија 10-20 пута у односу на нуклеозоме.
За образовање соленоидних структура заслужан је хистон Х1 који се састоји од око 220 амино киселина. Састоји се од:
- централног глобуларног дела (тела) који се везује за одређено место на нуклеозому (за сваки нуклеозом везан је по један молекул Х1);
- продужетака који су у контакту са везном ДНК и пружају се до наредног нуклеозома где се везују за централни део следећег хистона Х1.

Ни овај ниво паковања није довољан да се ДНК смести у једро већ је неопходно да се њена дужина привидно смањи око 10 000 пута. То условљава још неколико нивоа савијања тзв. суперспирализације ДНК као што су петље и траке које су пречника од 100 нм.